# Дженсеніт
Дженсеніт (англ. jensenite) — мінерал телуру класу гідроксидів.

## Етимологія та історія
Названий в честь американського геолога Мартіна Дженсена (Martin C. Jensen).

## Загальний опис
Хімічна формула: Cu3Te6+O6∙2H2O. Склад (%): Cu — 42,34; Te — 28; H — 0,90, O — 28,43. Кристали моноклінної сингонії. Твердість 3-4. Густина 4,76. Колір: смарагдово-зелений. Риса — смарагдово-зелена. Прозорий. Блиск алмазний. Злам нерівний. Спайність недосконала. Рідкісний мінерал, який утворюється в окиснених зонах сульфідних родовищ в асоціації з макалпінітом (mcalpineite), лейсингітом, сесбронітом (cesbronite), ксокомекатлітом (xocomecatlite). Осн. знахідка: шахта Centennial Eureka (штат Юта, США).